# Шекветілі
Шекветілі (груз. შეკვეთილი) — селище і морський курорт у Грузії, розташований на східному узбережжі Чорного моря, в гирлі річки Натанебі, і відноситься до Озургетського муніципалітету (край Гурія). У Шекветілі знаходиться популярний парк розваг Ціцінатела, великий критий майданчик Black Sea Arena, а також парк мініатюр: виставка масштабних моделей архітектурних пам'яток Грузії під відкритим небом.

## Географія
Шекветілі займає 5-кілометрову прибережну смугу, де переважає сосновий ліс, на висоті двох метрів над рівнем моря. Він розташований на півдорозі між морськими курортами Урекі і Кобулеті, в 21 км на схід від Озургеті, головного міста Гурії. Курортне селище перетинає автомагістраль S2, в ньому також функціонує залізничний вокзал Натанебі.

## Історія
Шекветілі служив важливим торговим центром в південно-західному грузинському князівстві Гурія в XVIII столітті. У 1723 році там був розміщений османський гарнізон. Шекветілі перейшов у володіння Російської імперії згідно Бухарестського мирного договору 1812 року. Турки називали його Шефкетіль, а російські — форт святого Миколая. Згідно з тодішнім повідомленням: «припаси для форту святого Миколая викидаються на сусідньому клаптику землі і перевозяться туди на плечах людей.»

### Битва при Лімані (1829)
Будучи прикордонною фортецею, Шекветілі служив ареною військових зіткнень між російськими і османськими військами в ході російсько-турецьких воєн. Під час конфлікту 1828—1829 років форт святого Миколая був однією з баз для російських операцій в «Турецькій Гурії» (Аджарії). 5 березня 1829 року генерал-майор Карл Гессе на чолі загону з 1200 російських солдат і близько 1500 гурійський ополченців штурмував і зруйнував великий укріплений османський табір в Лімані, недалеко від Шекветілі.

### Битва при Шекветілі (1853)

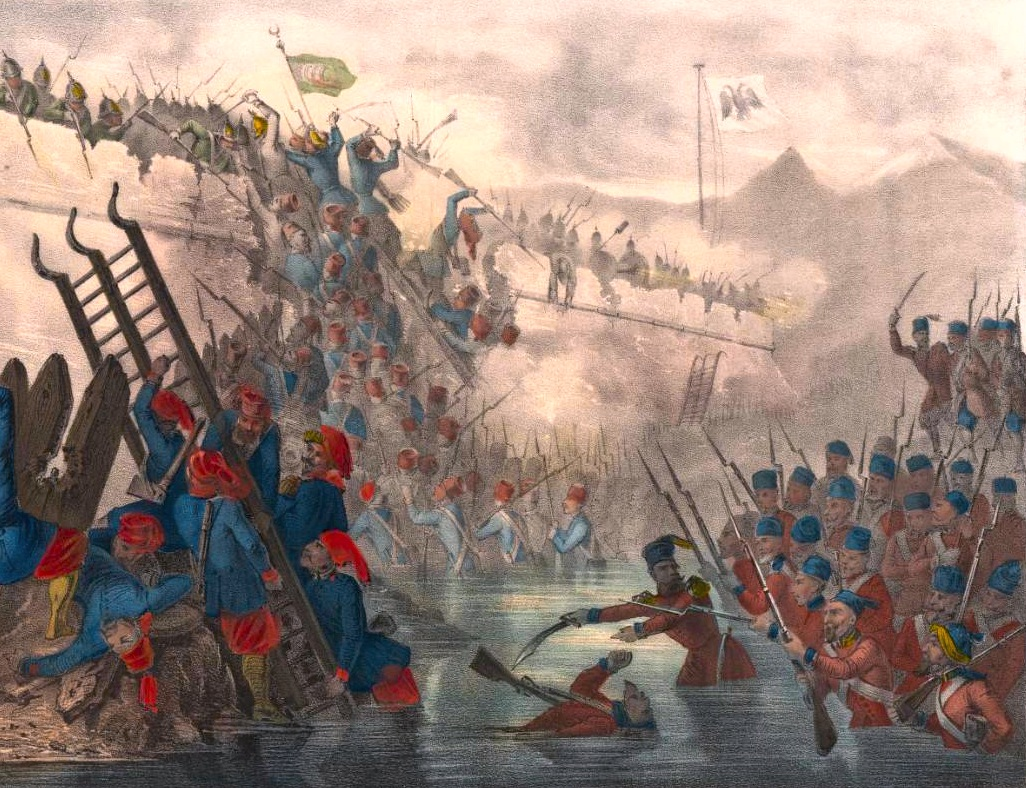
Битва при Шекветілі (1853).

Під час Кримської війни, в ніч з 15 на 16 жовтня 1853 року переважаючі сили Османської імперії в складі трьох або п'яти батальйонів, включаючи башибузуків, на чолі з Хасаном і Алі Бєєм і Деде Агою, уродженцями Чюрюксу, штурмували Шекветілі, утримувані двома ротами російської піхоти і місцевим грузинським ополченням під командуванням капітана Щербакова, і захопили цей пост після декількох годин запеклого бою. Звірства, скоєні Баші-базуками в Шекветілі і навколо нього, відштовхнули місцевих грузин-мусульман, які спочатку вітали наступ османів. Практично весь російський гарнізон загинув, включаючи капітана Щербакова і командира грузинського ополчення, князя Георгія Гуріелі. Бій відкрив Кавказький фронт Кримської війни.

## Населення
Населення села становить 175 осіб за підсумками перепису 2014 року. Більшість населення — грузини.